# Savezni kvalifikacijski kup 1947.
Savezni kvalifikacijski kup 1947. bio je izravni eliminacijski turnir između 16 najboljih momčadi Republičke lige za 1. mjesto u Prvoj saveznoj ligi 1947./48.

## Sudionici
Nakon prvenstava unutar republika, održan je Savezni kvalifikacijski kup, natjecanje 16 najboljih ekipa iz republika (po četiri iz Srbije i Hrvatske, te dvije iz ostalih republika).
| Republička liga     | Republička liga     | 1. mjesto          | 2. mjesto          | 3. mjesto | 4. mjesto          |
| ------------------- | ------------------- | ------------------ | ------------------ | --------- | ------------------ |
| Slovenija           | Slovenija           | Enotnost Ljubljana | Triglav Ljubljana  |           |                    |
| Hrvatska            | Hrvatska            | Metalac Zagreb     | Zagreb             | Split     | Tekstilac Varaždin |
| Bosna i Hercegovina | Bosna i Hercegovina | Velež Mostar       | Torpedo Sarajevo   |           |                    |
| Crna Gora           | Crna Gora           | Sutjeska Nikšić    | Bokelj Kotor       |           |                    |
| Srbija              |                     |                    |                    |           |                    |
| I. zona             | Sloga Novi Sad      | Dinamo Pančevo     |                    |           |                    |
| II. zona            | Podrinje Šabac      |                    |                    |           |                    |
| III. zona           | Radnički Kragujevac |                    |                    |           |                    |
| Makedonija          | Makedonija          | Makedonija Skoplje | Rabotnički Skoplje |           |                    |

## Rezultati
Utakmice su igrane po dvostrukom kup-sistemu (obavezno su u prvom kolu igrali timovi iz iste republike) od 11. svibnja do 21. lipnja 1947. godine:
| Osmina finala       | Osmina finala | Osmina finala      | 11. svibnja 1947.  | 18. svibnja 1947. |           |
| ------------------- | ------------- | ------------------ | ------------------ | ----------------- | --------- |
| Dinamo Pančevo      | –             | Podrinje Šabac     | 4:0                | 1:2               |           |
| Radnički Kragujevac | –             | Sloga Novi Sad     | 0:4                | 0:1               |           |
| Metalac Zagreb      | –             | Split              | 4:1                | 1:1               |           |
| Tekstilac Varaždin  | –             | Zagreb             | 0:0                | 1:0               |           |
| Enotnost Ljubljana  | –             | Triglav Ljubljana  | 2:1                | 1:2               | treća 3:1 |
| Makedonija Skoplje  | –             | Rabotnički Skoplje | 1:1                | 2:0               |           |
| Sutjeska Nikšić     | –             | Bokelj Kotor       | 3:1                | 1:2               |           |
| Velež Mostar        | –             | Torpedo Sarajevo   | 2:1                | 1:3               |           |
| Četvrtfinale        | Četvrtfinale  | Četvrtfinale       | 25. svibnja 1947.  | 1. lipnja 1947.   |           |
| Sutjeska Nikšić     | –             | Torpedo Sarajevo   | 2:2                | 1:6               |           |
| Makedonija Skoplje  | –             | Dinamo Pančevo     | 3:1                | 0:2               | treća 1:2 |
| Enotnost Ljubljana  | –             | Metalac Zagreb     | 0:4                | 0:1               |           |
| Sloga Novi Sad      | –             | Tekstilac Varaždin | 2:0                | 1:2               |           |
| Polufinale          | Polufinale    | Polufinale         | 15. lipnja 1947.   | 22. lipnja 1947.  |           |
| Dinamo Pančevo      | –             | Torpedo Sarajevo   | 1:1 ponovljena 2:1 | 1:4               |           |
| Sloga Novi Sad      | –             | Metalac Zagreb     | 2:0                | 1:1               |           |
| Finale              | Finale        | Finale             | 20. srpnja 1947.   | 31. srpnja 1947.  |           |
| Torpedo Sarajevo    | –             | Sloga Novi Sad     | 5:1                | 3:3               |           |

- Novi prvoligaš je postao Torpedo (Sarajevo).
- Početkom svibnja 1947. godine Savez za fizičku kulturu Bosne i Hercegovine donio je odluku da se Željezničar ustupi Torpedu (nastalom spajanjem Udarnika i Slobode u listopadu 1946.) nekoliko svojih igrača. Dogodilo se to uoči odlučujuće utakmice za Željezničar s Ponzianom 18. svibnja 1947. (1:2). Obrazloženje je interes gimnastičkog pokreta u BiH nakon procjene da Željezničar zbog smanjenja nema šanse za opstanak u Prvoj saveznoj ligi. Na ovaj način Torpedu se izravno pomoglo da se plasira u Prvu saveznu ligu. Uprava Željeznicaru nevoljko je dopustila transfer Franje Lovrića i Milana Rajlića. Jedan od onih kojima se to nije svidjelo je Joško Domorocki – odbio je zahtjev (i ostao u Željezničaru). Ovim manevrom Torpedo je uspio u kvalifikacijama, nakon čega je 5. listopada 1947. promijenio ime u Sarajevo.[2]

## Dodatne kvalifikacije
Finalist Saveznog kvalifikacijskog kupa ide u doigravanje protiv osmoplasiranog Prve savezne lige: Pobeda Skoplje. Dana 22. srpnja 1947. Pobeda se ujedinila sa svojom sugrađankom Makedonijom i formirala Vardar.
|                |   |                | 3. kolovoza 1947. | 10. kolovoza 1947. |
| -------------- | - | -------------- | ----------------- | ------------------ |
| Sloga Novi Sad | – | Vardar Skoplje | 1:1               | 0:1                |

- Vardar zadržava status u natjecanju

## Unutrašnje poveznice
- 2. ligaški rang 1946./47.
- Kvalifikacije za 2. saveznu nogometnu ligu Jugoslavije 1947.
- Prva savezna liga Jugoslavije u nogometu 1947./48.
- Druga savezna liga Jugoslavije u nogometu 1947./48.